# Reino de Elmet
Durante la Alta Edad Media, aproximadamente entre el siglo V y principios del siglo VII, Elmet fue un reino celta independiente que abarcaba un área que comprendía una de las subdivisiones históricas del condado de York (Yorkshire), West Riding. Aunque se desconocen sus fronteras exactas, se cree que al sur estaba bordeado por el río Sheaf, mientras que al este por el río Wharfe. Al norte y al sur limitaba con Deira y Mercia respectivamente. Su frontera oeste parece probable que estuviese cerca de Craven, una zona al norte del condado de York, la cual pudo ser un reino en sí misma.
Elmet fue invadido y conquistado por Northumbria en el otoño del 616 o 626. Existen pocos restos arqueológicos y evidencias históricas que nos hablen sobre su antigua existencia. Los únicos restos físicos que han llegado hasta nuestros días, aparte de unos escritos (anales) de la época inmediatamente posterior a la marcha del Imperio romano de Britania, son unas antiguas defensas halladas en Barwick-in-Elmet, los nombres de algunos pueblos de la zona (por ejemplo, Sherburn-in-Elmet) y las reminiscencias célticas de varios topónimos locales. La circunscripción electoral local también se conoce como "Elmet".

## Historia
Elmet era uno de los pequeños reinos post romanos que se formaron en el territorio conocido como Yr Hen Ogledd (el actual norte de Inglaterra) tras la marcha del Imperio romano. Además de este, existieron Rheged, Strathclyde, Ebrauc, Bryneich y Gododdin. No está claro su proceso de formación, aunque se ha sugerido que pudo haber tenido su origen en un gran reino gobernado por el semi-legendario Coel Hen. El historiador Alex Woolf sugiere la existencia de distintas tribus, durante la época prerromana, en el área ocupada por Elmet. Entre los habitantes de esta zona, tras el colapso del dominio romano, surgiría un deseo de unidad que pudo haber creado el reino.
La existencia de Elmet está atestiguada en la obra de Nennio (Nennius), Historia Brittonum donde se describe como Edwin de Northumbria "occupauit Elmet, et expulit Certic, regem illius regionis" ("ocupó Elmet y expulsó a Certic, rey de aquel país). En la "Historia ecclesiastica gentis Anglorum" de Beda, se menciona que Hereric, padre de Santa Hilda de Whitby, fue asesinado en la corte del rey Ceretic. Generalmente, se cree que Certic/Ceretic son la misma persona, conocida también como Ceredig ap Gwallog. Sin embargo, Beda no habla de Elmet como un reino sino más bien como un bosque (silva Elmete). Menciona una residencia real y donde tuvo lugar la Batalla de Winwaed en la región de "Loidis" que, quizás, sea el área que hoy cubre el distrito metropolitano de la ciudad de Leeds. La referencia a la residencia real es: "Reges posteriores fecere sibi villam in regione quae vocatur Loidis". Nennio, por su parte, usa el término "Loid".
Elmet parece haber mantenido relaciones con Gwynedd: una antigua inscripción cristiana encontrada en Caernarvonshire reza "Aliotus Elmetiacos hic iacet" (Aliotus de Elmet yace aquí). Un cantref (una división administrativa) del Reino de Dyfed se llama Elfed, que es el equivalente en galés para Elmet. A algunos reyes de Elmet se les recuerda en fuentes galesas. Uno de los poemas de Taliesin está dedicado a Gwallog ap Llaennog, que reinó en Elmet cerca del final del siglo VI.
A finales del siglo VI, Elmet comenzó a sufrir la cada vez mayor presión ejercida por los reinos anglosajones de Deira y Mercia. Elmet se unió a la malograda alianza que en el 590 luchó contra el reino anglo de Bernicia, debido a las numerosas incursiones que este había realizado hacia el norte. Es posible que el rey de Elmet, Gwallog, muriera durante esta guerra. La alianza se deshizo tras la muerte de Urien Rheged y surgir una disputa familiar entre dos de los miembros más destacados de la familia. Como consecuencia, y tras la unificación del reino de Northumbria, Elmet se vio obligado a construir una serie de defensas al norte y al oeste de Barwick-in-Elmet, en un aparente intento de conseguir una línea extra defensiva, cuyos restos aún se pueden ver en esta villa.
En el 616, Elmet fue invadido por Northumbria. No se sabe a ciencia cierta por qué se produjo esta acción, pero el probable elemento desencadenante sería la muerte por envenenamiento del noble Hereric, que era un representante de la Casa Real de Northumbria en el exilio residente en Elmet. Quizá pudo ser envenado por sus anfitriones y que Edwin de Northumbria invadiera el reino en represalia; o, quizás, fuese Edwin el envenenador e invadiese Elmet para castigar a Ceredig ap Gwallog por esconder a Hereric.
Tras la conquista, Elmet se incorporó a Northumbria (la Pascua de Resurrección del 627), y a sus gentes se les comenzó a conocer como los Elmetsæte. Se les nombra en Tribal Hidage, una especie de censo sobre los asentamientos territoriales en Inglaterra, de finales del siglo VII, como habitantes de un territorio que comprendía unos 600 hide. Se trataba del grupo más al norte de los que se citan en el Tribal Hidage. Probablemente continuaron residiendo en West Yorkshire durante el periodo sajón y pudieron conspirar a favor de Cadwallon ap Cadfan de Gwynedd cuando invadió Northumbria, dominando por un periodo corto de tiempo esta zona en 633.
El gran número de topónimos de procedencia británica, puede ser debido a la supervivencia de la población original britana. Es notable el número de topónimos que comienzan por Ecles- y Wal-. Se cree que los habitantes de Elmet se llamaban a sí mismos Loides, nombre que se refleja en numerosos topónimos: Ledston, Ledsham, Leathley, y la moderna ciudad de Leeds (era nombrada como "Ledes" en el Domesday Book de 1086).

## Reyes de Elmet
- Masgwid Gloff (c.460 - c.495)
- Llaennog ap Masgwid (c.495 - c.540)
- Arthuis ap Masgwid (c.540 - c.560)
- Gwallog ap Llaennog (c.560 - 590)
- Ceredig ap Gwallog (590 - 616) († 618)

## Lectura adicional
El área es el tema de un aclamado libro de fotografía y poesía de 1979: "Remains of Elmet" de Ted Hughes y Fay Godwin. En 1994, Faber y Faber volvió a editarlo, aunque esta vez recibió el título de "Elmet", y al que se le añadió material nuevo.